# Kanupolo-Weltmeisterschaften 2014
Die Kanupolo-Weltmeisterschaften 2014 der International Canoe Federation fanden vom 24. bis 28. September 2014 in der französischen Stadt Thury-Harcourt statt.
Bei den Herren nahmen 24 Nationen teil, bei den Damen 20, bei der U21 der Herren 16 und bei der U21 der Damen 8 Nationen.
Die Teams aus Deutschland und Frankreich teilten die Titel unter sich auf: bei den Wettbewerben der Männer war Frankreich sowohl bei den Senioren als auch den Junioren siegreich, bei den Wettbewerben der Frauen jeweils Deutschland.

## Ergebnisse
| Kategorie  | Gold        | Silber                 | Bronze      |
| ---------- | ----------- | ---------------------- | ----------- |
| Männer     | Frankreich  | Deutschland            | Spanien     |
| Frauen     | Deutschland | Vereinigtes Königreich | Frankreich  |
| U21 Männer | Frankreich  | Dänemark               | Deutschland |
| U21 Frauen | Deutschland | Frankreich             | Neuseeland  |